# Scalopodontes
Scalopodontes kotelnichi
Genre
Espèce
Scalopodontes est un genre éteint de thérapsides thérocéphales ayant vécu durant la fin du Permien dans ce qui est actuellement la Russie européenne. L'unique espèce connue est Scalopodontes kotelnichi décrit officiellement en 2000 par le paléontologue Leonid Petrovitch Tatarinov à partir de fossiles découverts dans la zone d'assemblage de Sokolki de la formation d'Urpalov.